# 波图姆
波图姆是德国莱茵兰-普法尔茨州的一个市镇。总面积4.36平方公里，总人口1000人，其中男性500人，女性500人（2011年12月31日），人口密度229人/平方公里。